# Lázaro Cárdenas del Río
Lázaro Cárdenas del Río (Jiquilpan, 21 mei 1895 – Mexico-Stad, 19 oktober 1970) was een Mexicaans politicus en militair. Hij was president van Mexico van 1934 tot 1940. Cárdenas was een buitengewoon charismatisch staatsman. Onder zijn bewind werden veel beloftes van de Mexicaanse Revolutie van 1910-1920 voor het eerst wettelijk geregeld. Hij wordt vooral herinnerd om zijn landhervormingen en de nationalisering van de olie-industrie, maar onder zijn bewind werd ook de vorming van een eenpartijstaat bevorderd en werden politieke activiteiten buiten de regeringspartij onmogelijk gemaakt. Cárdenas geldt nog altijd als een van de populairste en meest besproken presidenten die Mexico ooit gehad heeft.

## Vroege jaren
Cárdenas kwam uit een middenklassengezin uit de staat Michoacán. Cárdenas was een mesties, zijn voorouders waren deels Purépecha. Tijdens zijn jeugd had hij verschillende baantjes, waaronder belastingontvanger en gevangenisbewaker. In 1913 sloot hij zich aan bij de Mexicaanse Revolutie in het Constitutionalistische Leger
Hoewel een tegenstander van militarisme, klom hij snel op in het Mexicaanse leger. Na de Mexicaanse Revolutie steunde hij generaal Alvaro Obrégon in zijn opstand tegen president Venustiano Carranza. Nadat Carranza was afgezet werd Obrégon president. Obrégon benoemde Cárdenas, toen 25 jaar oud, tot generaal. Cárdenas diende als officier in Michoacán, waar hij bevriend raakte met Francisco J. Múgica. Toen hij de opdracht kreeg Múgica te arresteren met de mededeling dat 'het geaccepteerd werd dat Múgica tijdens zijn vlucht werd doodgeschoten', weigerde Cárdenas dit, en redde zo Múgica's leven. In de jaren twintig vocht hij tegen de De la Huertaopstand en de cristero's, de katholieke opstandelingen die een revolutie waren begonnen tegen het antiklerikale beleid van de nieuwe president Plutarco Elías Calles. Ook vocht hij tegen de opstandige generaal José Gonzalo Escobar in 1929.
In 1928 werd Cárdenas gekozen tot gouverneur van zijn thuisstaat Michoacán, waar hij landhervormingen in gang zette. Ook bevorderde de emancipatie van de Purépecha en liet hun taal en gewoontes bestuderen. Hij liet honderd nieuwe scholen bouwen in afgelegen gebieden, en zorgde dat de leraren fatsoenlijk betaald kregen. Tijdens zijn gouverneurschap bouwde Cárdenas een reputatie van eerlijkheid op. In Michoacán kreeg hij de bijnaam Tata Cárdenas (Oom Cárdenas).
Cárdenas huwde Amalia Solórzano, met wie hij in 1934 een kind kreeg, Cuauhtémoc Cárdenas.

## Verkiezing
In 1934 werd Cárdenas door Calles naar voren geschoven als presidentskandidaat van de Nationaal Revolutionaire Partij (PNR). Calles was op dat moment de voorzitter van de partij, en de feitelijke machthebber van Mexico die regeerde door middel van marionettenpresidenten. Cárdenas won de presidentsverkiezingen met 98,19% van de stemmen tegen 1,08% voor zijn belangrijkste tegenstander Antonio Villarreal. Op 1 december trad hij aan als president.
Calles verkeerde in de veronderstelling dat hij Cárdenas als marionet kon gebruiken zoals hij bij diens voorgangers had gedaan, maar had zich daarbij misrekend. Cárdenas vond Calles en zijn aanhangers, de Callistas, te conservatief geworden en had bovendien geen zin om naar het pijpen van een ander te dansen. In 1935 brak hij met Calles en liet de callista's een voor een uit ministers- en gouverneursposten verwijderen: Emilio Portes Gil, Tomás Garrido Canabal, Luis Morones en ten slotte Calles zelf. Op 9 april 1936 liet hij Calles arresteren en deporteerde hem naar de Verenigde Staten.

## Presidentiële termijn
Cárdenas, een moralist, weigerde steekpenningen aan te nemen van de grote oliemaatschappijen en was vrij van corruptie. Er wordt wel gezegd dat hij de enige president van de Revolutionaire Partij was die niet uit eigenbelang president is geworden. Een van de eerste maatregelen die hij nam was het halveren van zijn eigen salaris, en het verruilen van het presidentiële paleis voor het meer bescheiden Los Pinos. Hij reserveerde elke week een dag voor bezoeken waarop gewone Mexicanen hem hun problemen konden voorleggen. Verder liet hij casino's en bordelen sluiten en schafte de doodstraf af.
Cárdenas stond bekend als een man die veel over had voor de arme boerenbevolking. Hij liet meer land uitdelen onder landlozen dan al zijn voorgangers en opvolgers bij elkaar. Ook in de economisch belangrijke gebieden, waaronder La Laguna, de sisalplantages van Yucatán en de rijstbouw in de Yaquivallei, gebieden die door zijn voorgangers met rust gelaten werden, werden ejidos, gemeenschappelijke boerderijen gevormd. Ook landerijen die in bezit waren van buitenlanders werden niet ontzien. In totaal deelde Cárdenas 20 miljoen hectare land uit, waardoor aan het einde van zijn termijn een derde van de Mexicanen land had ontvangen. Deze landbouwhervormingen betekenden het definitieve einde van het haciëndasysteem. Ook arbeiders konden op zijn steun rekenen. Niet alleen stond hij stakingen voor loonsverhoging of verbetering van werkomstandigheden toe; hij moedigde ze zelfs aan.
Cárdenas probeerde Mexico op een corporatistische manier in te richten. Hij hernoemde de PNR tot Partij van de Mexicaanse Revolutie (PRM), dat ging functioneren als overkoepelend systeem waarin allerlei belangenorganisaties, waaronder de Confederatie van Mexicaanse Arbeiders (CTM) en de Nationale Boerenconfederatie (CNC), geïntegreerd werden. Op deze manier kon de PRM op elk niveau haar invloed laten gelden, terwijl andersom iedereen op deze manier vertegenwoordigd was en zijn zegje kon doen. De PRM had 'de vierpotige stoel' als bijnaam, omdat het zich richtte op vier bevolkingsgroepen: arbeiders, middenklasse, boeren en bureaucraten.
In 1938 was er een conflict ontstaan tussen buitenlandse oliemaatschappijen en de CTM, die een loonsverhoging en betaling van achterstallig loon eiste voor de arbeiders in de olie-industrie. Het Hooggerechtshof stelde de CTM in het gelijk, maar de oliemaatschappijen weigerden zich daarbij neer te leggen. Cárdenas koos de zijde van de arbeiders. Hij ging over tot de en nationaliseerde de olie-industrie (Expropiación Petrolera) en de oprichting van Petróleos Mexicanos. Buitenlandse oliemaatschappijen en hun regeringen waren furieus. Het Verenigd Koninkrijk en Nederland verbraken de betrekkingen met Mexico. Ook de Verenigde Staten stelden een boycot in, maar kwamen hier later op terug aangezien ze de Mexicaanse olie hard nodig hadden met het oog op de naderende Tweede Wereldoorlog. Op de korte termijn betekende de nationalisatie een klap voor de economie, dat de Mexicaanse bevolking probeerde te compenseren door persoonlijke bezittingen te verzamelen, om daarmee de schadevergoedingen te kunnen bekostigen. De gouverneur van San Luis Potosí Saturnino Cedillo kwam na de nationalisatie in opstand, maar werd vrij eenvoudig verslagen door het Mexicaanse leger. Op de langere termijn had de nationalisering echter een positief effect op de economie.
Hoewel de belangrijkste afnemers van Mexicaanse olie nu nazi-Duitsland, Italië en Japan waren, voerde Cárdenas een anti-fascistische internationale politiek. Mexico was het enige land dat bij de Volkenbond een aanklacht indiende wegens de Anschluss, en Mexico ontving republikeinse vluchtelingen uit de Spaanse Burgeroorlog met open armen. Binnen Mexico liet Cárdenas de door Calles gesteunde semi-fascistische goudhemden en de katholiek-fascistische Nationaal Synarchistische Unie bestrijden. Internationaal werd Cárdenas wel veroordeeld als 'communist', 'bolsjewiek' en 'stalinist'. Dat laatste beantwoordde hij door Leon Trotski onderdak te bieden in Mexico.
In tegenstelling tot de voorgaande presidenten die een antiklerikale politiek voerden en de Rooms-Katholieke Kerk vervolgden, zette Cárdenas de vervolgingen stil en verbeterde de relaties met de Kerk. Ook bood hij de pacifistische Mennonieten in het noorden van Mexico bescherming aan die te lijden hadden van roversbenden. Wel trachtte hij de invloed van de Kerk op het onderwijs te verminderen door een 'socialistische educatie' door te voeren. Deze educatie stuitte op veel kritiek, waardoor Cárdenas besloot een aantal punten, waaronder anti-katholieke sentimenten en seksuele voorlichting te schrappen.

## Opvolging
Velen hadden verwacht dat Cárdenas zijn oude vriend Múgica als presidentskandidaat zou benoemen. Cárdenas vreesde echter dat dit de rechtervleugel van de partij te veel zou vervreemden, dus in plaats van Múgica wees hij zijn minister van defensie Manuel Ávila Camacho aan. Ávila Camacho's belangrijkste tegenstander was generaal Juan Andreu Almazán, de kandidaat van de nieuwe Revolutionaire Partij van Nationale Eenwording (PRUN). Ávila Camacho won de verkiezingen met 93,90% van de stemmen tegen 5,73% voor Almazán. De verkiezingen gingen echter gepaard met geweld en fraude, met goedkeuring van Cárdenas. Almazán overwoog een opstand te starten en vroeg steun aan nazi-Duitsland. De Amerikaanse regering verklaarde echter de Mexicaanse regering koste wat kost te steunen tegen Almazán om zo te voorkomen dat het fascisme voet aan de grond zou krijgen in Amerika. Hierdoor bedacht Almazán zich, en ontvluchtte het land.

## Latere jaren
Na zijn presidentschap werd Cárdenas minister van defensie. Hij steunde de oorlogsverklaring aan de asmogendheden in 1942.
In 1945 trad hij af en ging hij in een bescheiden huis wonen aan het Pátzcuaromeer. Het grootste deel van zijn tijd besteedde hij aan het bevorderen van onderwijs en projecten voor de arme bevolking van Mexico. Hij bleef actief in de linkervleugel van de partij, die inmiddels was omgedoopt tot Institutioneel Revolutionaire Partij (PRI). Hij bekritiseerde regelmatig het ondemocratische karakter van de partij, en was van mening dat de PRI te conservatief was geworden. Internationaal sprak hij zich uit voor de bevordering van het socialisme en de democratie in Latijns-Amerika en bekritiseerde meerdere malen het buitenlandse beleid van de Verenigde Staten. Hij veroordeelde de Amerikaanse Operatie PBSUCCESS, waarbij in 1954 de democratisch gekozen president van Guatemala Jacobo Arbenz Guzmán uit het zadel werd gestoten, de invasie in de Varkensbaai en de Vietnamoorlog.
In 1954 gaf de Sovjet-Unie hem de Stalin Vredesprijs. 
Cárdenas overleed aan kanker in 1970. In zijn testament liet hij zijn huis na aan de UNESCO, om er een school te vestigen.

## Nalatenschap
Samen met Benito Juárez is Cárdenas de populairste president die Mexico gekend heeft. Verschillende steden in het hele land zijn naar hem genoemd, waarvan Lázaro Cárdenas de grootste is. Hij was een charismatische populist die nog steeds wordt gezien als iemand die bijzonder veel heeft gedaan voor de arme Mexicanen. Internationaal wordt hij vaak vergeleken met Juan Perón van Argentinië en Getúlio Vargas van Brazilië, generatiegenoten met een vergelijkbare regeerstijl. De invloed van Cárdenas op de moderne geschiedenis van Mexico is moeilijk te overschatten. Hij legde de basis van het politieke en economische stelsel dat bijna een halve eeuw zou bestaan, hoewel hij de Mexicaanse regering en de PRI later zelf vaak bekritiseerde.
Bij conservatieven, rijke landeigenaren en buitenlandse regeringen heeft hij zich nooit populair weten te maken. Ook wordt Cárdenas wel een gebrek aan respect voor democratie verweten, gezien het afzetten van hem onwelgevallige gouverneurs en het vervalsen van de verkiezingen van 1940. Critici merken verder op dat Cárdenas' steun voor boeren en arbeiders vaak voor een groot deel was ingegeven om hen in de PRM te incorporeren. Cárdenas gaf weliswaar gehoor aan hun eisen maar zorgde er ook voor dat vakbonden en boerenorganisaties deel werden van de PRM zodat eenieder die een politiek doel wilde nastreven dat alleen nog via de regeringspartij kon doen. Cárdenas loste zo niet alleen de beloftes van de revolutie in, maar voltooide zo ook Mexico's centralisering die door de revolutie op zijn kop was gezet.
Zijn zoon Cuauhtémoc Cárdenas is tegenwoordig een prominent Mexicaanse politicus, voormalig burgemeester van Mexico-Stad en gouverneur van Michoacán. In 1988 maakte hij zich los van de PRI om met een alternatieve lijst mee te doen aan de presidentsverkiezingen. Die verloor hij, maar volgens velen was dat omdat de PRI stembusfraude had gepleegd. Cuauhtémocs zoon en Lázaro's kleinzoon Lázaro Cárdenas Batel is eveneens een politicus en voormalig gouverneur van Michoacán.